# In a Mellow Mood
Albums de The Temptations
With a Lot o' Soul
(1967) Wish It Would Rain
(1968)
In a Mellow Mood est le sixième album studio du groupe The Temptations, sorti en novembre 1967. Il se compose de reprises de standards pop des décennies précédentes, dans une tentative d'étendre le public du groupe au-delà de la minorité afro-américaine.

## Titres

### Face 1
1. Hello Young Lovers (Richard Rodgers, Oscar Hammerstein II)
2. A Taste of Honey (Ric Marlow, Bobby Scott)
3. For Once in My Life (Ron Miller, Orlando Murden)
4. Somewhere (Leonard Bernstein, Stephen Sondheim)
5. Ol' Man River (Hammerstein, Jerome Kern)
6. I'm Ready for Love (Brian Holland, Lamont Dozier, Eddie Holland)

### Face 2
1. Try to Remember (Dozier, E. Holland, Tom Jones, Harvey Schmidt)
2. Who Can I Turn To (When Nobody Needs Me) (Leslie Bricusse, Anthony Newley)
3. What Now My Love (Gilbert Bécaud, Pierre Delanoë, Carl Sigman)
4. That's Life (Dean Kay, Kelly Gordon)
5. With These Hands (Benny Davis, Abner Silver)
6. The Impossible Dream (Joe Darion, Mitch Leigh)

## Musiciens
- David Ruffin : chant principal (4, 6, 9, 12), chœurs
- Eddie Kendricks : chant principal (2, 7, 11), chœurs
- Paul Williams : chant principal (3, 8, 10), chœurs
- Melvin Franklin : chant principal (5, 9), chœurs
- Otis Williams : chant principal (3), chœurs